# Trippa alla parmigiana
La Trippa alla parmigiana è un piatto tipico della cucina parmigiana.

## Ricetta
Ricetta antica e povera che  si fa con diversi tipi di stomaco bovino e può essere con o senza lamelle a seconda della parte di stomaco utilizzata. La trippa viene cotta con una lunga cottura a fuoco lento. Viene chiamata "alla parmigiana" perché dopo essere stata cotta viene servita con Parmigiano Reggiano. È  contornata da brodo e si mangia con il cucchiaio; possono essere aggiunte verdure come pomodori e cipolle per insaporirla.